# Dajabón
Dajabón är en kommun och ort i nordvästra Dominikanska republiken, vid gränsen mot Haiti. Den är administrativ huvudort för provinsen Dajabón. Kommunen har cirka 28 100 invånare, varav 20 353 invånare bodde i centralorten vid folkräkningen 2010. Kommunens yta är 253,41 km².